# Vallot-hut

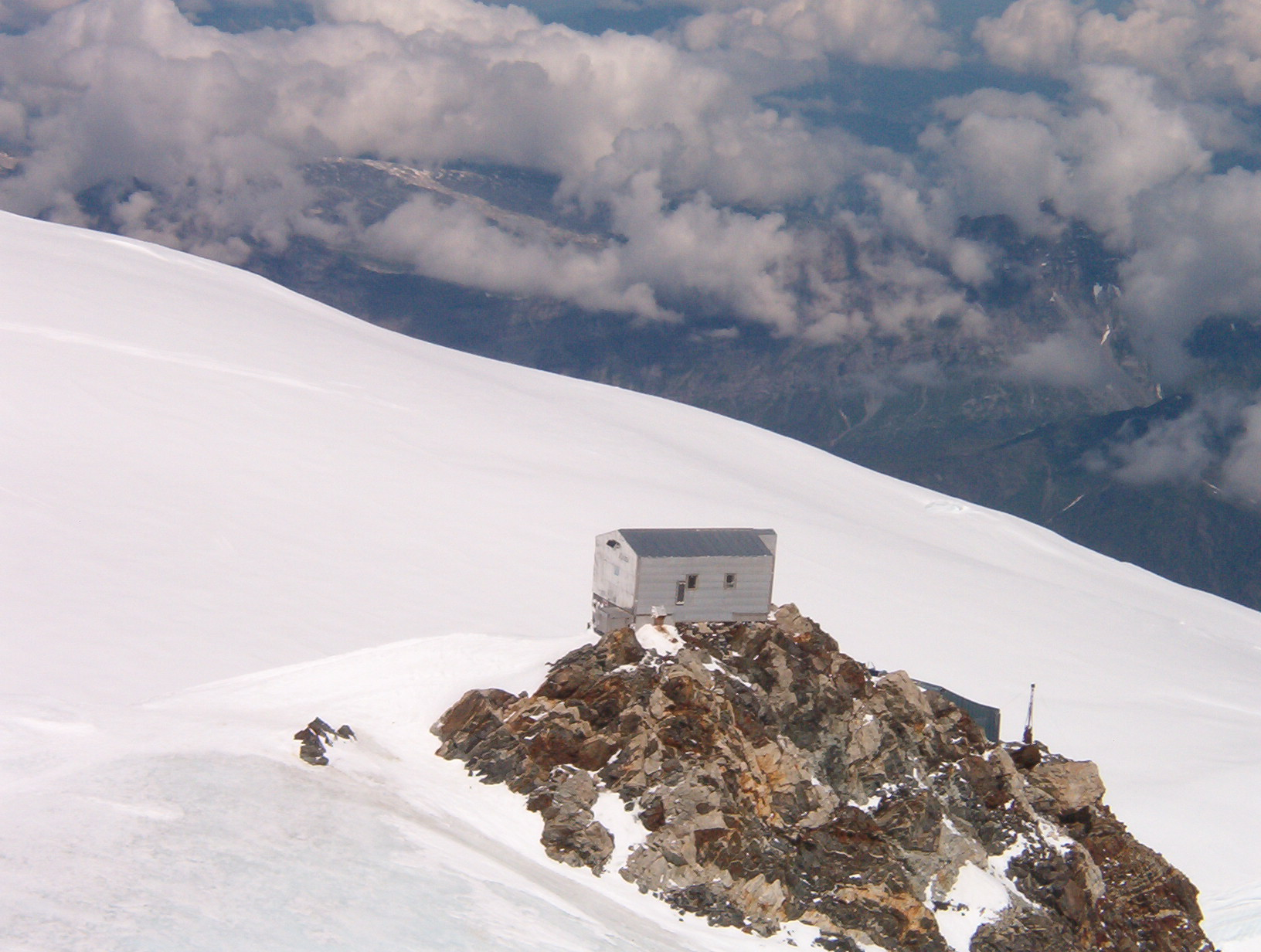
Vallot hut

De Vallot-hut (Frans: refuge Vallot) is een noodhut in het Mont Blanc-massief op een hoogte van 4.362 meter op de Mont Blanc in de Alpen, genoemd naar de Franse astronoom en geoloog Joseph Vallot. De hut bevindt zich onderaan de Bossesgraat, tussen de top van de Dôme du Goûter en de Mont Blanc. Het onverwarmde onderkomen van duraluminium is bedoeld als noodopvang voor door weersomstandigheden gestrande klimmers en niet als geplande overnachtingsplaats. De hut is ontworpen voor maximaal 12 personen.

## Varia
In september 2019 liet een Britse klimmer in de hut een roeimachine achter. Hij wilde deze gebruiken op de top van de Mont Blanc, als publiciteitsstunt voor een liefdadigheidsactie.
 Wegens verslechtering van de weersomstandigheden zou hij zijn beklimming hebben afgebroken.